# Новое Балтачево
Но́вое Балта́чево (тат. Яңа Балтач) — деревня в Актанышском районе Республики Татарстан, в составе Старокурмашевского сельского поселения.

## История
Новое Балтачево (Балтасево) основано в промежутке 1805-1814 годов. 
В 1805—1814 годах в деревне в 10 домах проживало 84 башкира. В 1834 году в 10 дворах насчитывалось 102 башкира. В 1848 году в 5 дворах было зарегистрировано 37 тептярей. В 1859 году было 177 башкира-вотчинника. В 1870 году в 24 дворах проживало 192 башкира. В 1902 году — в 58 дворах 155 башкир-вотчинников. 1905 год — 315 жителей. В 1912 году в 74 дворах проживало 372 башкира-вотчинника.

## Население
| 1795 | 1816 | 1834 | 1859 | 1870 | 1884 | 1897 | 1913 | 1920 | 1926 | 1938 | 1949 | 1958 | 1970 | 1979 | 1989 | 2002 | 2010 | 2015 |
| ---- | ---- | ---- | ---- | ---- | ---- | ---- | ---- | ---- | ---- | ---- | ---- | ---- | ---- | ---- | ---- | ---- | ---- | ---- |
| 66   | 48   | 102  | 187  | 192  | 210  | 325  | 372  | 308  | 323  | 350  | 328  | 241  | 273  | 241  | 143  | 144  | 139  | 123  |

Национальный состав села: татары (2015 год).